# Asalah Nasri
Asalah Hatem Mostafa Nasri (em árabe: أصالة مصطفى حاتم نصري, também conhecida ou grafada como Asala, Assala Nasry e Assalah) é uma cantora síria nascida em Damasco a 15 de maio de 1969.

## Biografia e carreira
O pai de Asalah, Mostafa Nasri, era um reverenciado compositor e cantor sírio. Asalah começou sua carreira musical quando ela tinha quatro anos. Ela cantou a música-tema "Qessas Al Sho'oub" (em árabe: قصص الشعوب), do desenho animado Hekayat Alamiyah (em árabe: حكايات عالمية). Em 1986, Mostafa Nasri morreu depois de sofrer uma hemorragia interna causada por um acidente de carro. Aos 17 anos ela ajudou a cuidar de seus irmãos, Reem, Amani, Ayman e Ayham com sua mãe. Seu primeiro CD, Lei Ta'rafou (em árabe: لو تعرفو), foi lançado em 1991 e assim ela rapidamente consolidou sua presença na música árabe.
Asala tem dois filhos de seu primeiro casamento com Ayman Al Dahabi, de quem se divorciou em 2005 após seu escândalo de adultério. Ela atualmente tem a guarda dos dois filhos, Sham e Khaled. Ela agora está casada com o famoso diretor americano-palestino Tarek Al Eryan . Ela estava grávida do filho Tarek no início de 2007, mas sofreu um aborto. Asala é muçulmana sunita.

## Discografia

### Álbuns
- Ya Sabra Yana (1991)
- Asala Performs (1992)
- O'zorni (1992)
- Ghayar Awi (1993)
- Taw'am Al Rouh (1994)
- Ighdab (1994)
- Wala Tessadda' (1995)
- Rahal (1996)
- Erja' Laha (1996)
- Al Mushtaka (1997)
- Albi Biyertahlak (1998)
- Ya Magnoun (1999)
- Moshtaqah (2001)
- Ya Akhi Es'al (2002)
- Yamin Allah/Haqiqat Waqe'i (2001)
- Ad El Horouf (2003)
- Awgat (2004)
- Aadi (2005)
- Hayati (2006)
- Sawaha Galbi (2007)
- Nos Halah (2008)
- Qanoon Kaifik (2010)